# Антоан Мейе
Пол Жул Антоа̀н Мейѐ (на полски: Paul Jules Antoine Meillet) е френски езиковед индоевропеист, славист, професор, преподавател в Парижкия университет и Колеж дьо Франс. Определян като един от най-значимите специалисти по сравнително езикознание на своето време. През 1903 година публикува „Въведение в сравнителното изучаване на индоевропейските езици“ (на френски: Introduction à l’étude comparative des langues indo-européennes)

## Трудове
- Esquisse de la grammaire comparée de l’arménien classique (1902)
- Introduction à l’étude comparative des langues indo-européennes (1903)
- Aperçu d'une histoire de la langue grecque (1913)
- Les langues dans l'Europe nouvelle (1918)
- Esquisse d'une histoire de la langue latine (1921)
- Linguistique historique et linguistique générale (1921)
- Traité de grammaire comparée des langues classiques (1924)
- Les langues du monde (1924)
- Grammaire de la langue serbo-croate (1924)
- Le slave commun (1924)
- La méthode comparative en linguistique historique (1925)
- Dictionnaire étymologique de la langue latine (1931)